# NEW OLD FASHIONED
『NEW OLD FASHIONED』（ニュー・オールド・ファションド）はChicago Poodleの2枚目のインディーズミニアルバム。

## 内容
「スマイル」はボーカル・ピアノの花沢耕太が初めて単独で編曲を担当した。

## 収録曲
1. ネガポジ
2. Listen to my heart
3. シケモク
4. スマイル
5. 彼方へ 〜Let it be〜
6. 京の小雪路

作詞：辻本健司(#1, 4)、杉岡秀則(#2)、山口教仁(#3, 5, 6)　
作曲：花沢耕太(#ALL)
編曲：Chicago Poodle(#1 - 3, 5, 6)、花沢耕太(#4)

## 参加ミュージシャン
- Sho Higashitaki - トランペット
- Ritchie Carvalley - パーカッション